# 卡本代尔 (科罗拉多州)
卡本代尔（英語：Carbondale）是美国科罗拉多州加菲尔德县下属的一座自治市鎮。建市于1888年4月26日，面积大约为2.044平方英里（5.295平方公里）。根据2010年美国人口普查，该市有人口6,427人。2011年估计该市有人口6,412人，相比2010年人口增长率为-0.23%。同时，论人口该市是科罗拉多州第62大城市。